# Slide It In
Slide It In ist das sechste Studioalbum der britischen Hard-Rockband Whitesnake aus dem Jahr 1984.

## Entstehung und Veröffentlichung
Die Erstveröffentlichung von Slide It In erfolgte am 17. Januar 1984 bei Liberty Records. Das Album erschien in seiner Originalausführung als LP mit zehn Titeln (Katalognummer: 064-240 0001). Im gleichen Jahr erschien auch eine CD-Ausführung bei Geffen Records (Katalognummer: 35DP 118).
Geschrieben wurden alle Lieder von Whitesnake-Frontmann David Coverdale, fünf zusammen mit dem Whitesnake-Mitglied Mel Galley und eines mit Mick Moody. Für die Produktion zeichnete, wie bei den beiden Vorgängern, Martin Birch verantwortlich. Das Album wurde von 1983 bis 1984 in den Musicland Studios, München, aufgenommen und abgemischt. Die Aufnahmen wurden zunächst mit Eddie Kramer begonnen, doch die Band war mit seiner Abmischung nicht zufrieden, sodass Birch wiederum engagiert wurde. Ursprünglich sollte das Album bereits vor dem Festivalauftritt beim Monsters of Rock 1983 erscheinen, doch dadurch kam es zu Verzögerungen. Bei der europäischen Version spielte Jon Lord die Keyboards ein. Die Band ließ jedoch das Album für den US-amerikanischen Markt neu abmischen, auf Anfrage von Geffen Records, mit denen sie für Nordamerika einen Vertriebsvertrag unterzeichnet hatte. Den Remix nahm Keith Olsen vor. John Sykes spielte zusätzliche Leadgitarren für die US-amerikanische Version ein. Auch die Bassspuren von Colin Hodgkinson wurden von Neil Murray komplett ersetzt. Bill Cuomo spielte zusätzliche Keyboardspuren ein. Aufgrund dessen erschien das Album in den USA später.

## Titelliste

### Britische Ausgabe
| No. | Titel                  | Autoren                     | Länge |
| --- | ---------------------- | --------------------------- | ----- |
| 1.  | Gambler                | David Coverdale, Mel Galley | 3:57  |
| 2.  | Slide It In            | Coverdale                   | 3:20  |
| 3.  | Standing in the Shadow | Coverdale                   | 3:32  |
| 4.  | Give Me More Time      | Coverdale, Galley           | 3:41  |
| 5.  | Love Ain’t No Stranger | Coverdale, Galley           | 4:13  |

| No. | Titel           | Autoren                | Länge |
| --- | --------------- | ---------------------- | ----- |
| 6.  | Slow an’ Easy   | Coverdale, Micky Moody | 6:09  |
| 7.  | Spit It Out     | Coverdale, Galley      | 4:11  |
| 8.  | All or Nothing  | Coverdale, Galley      | 3:34  |
| 9.  | Hungry for Love | Coverdale              | 3:57  |
| 10. | Guilty of Love  | Coverdale              | 3:18  |

| No. | Titel                 | Autoren                             | Länge |
| --- | --------------------- | ----------------------------------- | ----- |
| 11. | Need Your Love So Bad | Little Willie John, Mertis John Jr. | 3:14  |

### Nordamerikanische Ausgabe
| No. | Titel                  | Autoren           | Länge |
| --- | ---------------------- | ----------------- | ----- |
| 1.  | Slide It In            | Coverdale         | 3:20  |
| 2.  | Slow an’ Easy          | Coverdale, Moody  | 6:08  |
| 3.  | Love Ain’t No Stranger | Coverdale, Galley | 4:18  |
| 4.  | All or Nothing         | Coverdale, Galley | 3:40  |
| 5.  | Gambler                | Coverdale, Galley | 3:58  |

| No. | Titel                  | Autoren           | Länge |
| --- | ---------------------- | ----------------- | ----- |
| 6.  | Guilty of Love         | Coverdale         | 3:24  |
| 7.  | Hungry for Love        | Coverdale         | 3:28  |
| 8.  | Give Me More Time      | Coverdale, Galley | 3:42  |
| 9.  | Spit It Out            | Coverdale, Galley | 4:26  |
| 10. | Standing in the Shadow | Coverdale         | 3:42  |

| No. | Titel                                                                | Länge |
| --- | -------------------------------------------------------------------- | ----- |
| 1.  | Guilty of Love (Musikvideo)                                          | 3:17  |
| 2.  | Slow an’ Easy (Musikvideo)                                           | 4:16  |
| 3.  | Love Ain’t No Stranger (Musikvideo)                                  | 4:33  |
| 4.  | Guilty of Love (live at Donington 1983)                              | 4:18  |
| 5.  | Love Ain’t No Stranger (live from Starkers in Tokyo)                 | 3:17  |
| 6.  | Give Me More Time (BBC TV’s Top of the Pops 19/1/84)                 | 3:37  |
| 7.  | Love Ain’t No Stranger (live from Live... In the Still of the Night) | 4:28  |

| No. | Titel                  | Autoren           | Länge |
| --- | ---------------------- | ----------------- | ----- |
| 1.  | Gambler                | Coverdale, Galley | 3:57  |
| 2.  | Slide It In            | Coverdale         | 3:19  |
| 3.  | Slow an’ Easy          | Coverdale, Moody  | 6:01  |
| 4.  | Love Ain’t No Stranger | Coverdale, Galley | 4:14  |
| 5.  | Give Me More Time      | Coverdale, Galley | 3:42  |
| 6.  | Standing in the Shadow | Coverdale         | 3:39  |
| 7.  | Hungry for Love        | Coverdale         | 3:29  |
| 8.  | All or Nothing         | Coverdale, Galley | 3:41  |
| 9.  | Spit It Out            | Coverdale, Galley | 4:28  |
| 10. | Guilty of Love         | Coverdale         | 3:25  |

## Mitwirkende
| Whitesnake - David Coverdale – vocals - Mel Galley – guitars, backing vocals - Micky Moody – guitars (UK Mix) - John Sykes – guitars (US Mix) - Colin Hodgkinson – bass (UK Mix) - Neil Murray – bass (US Mix) - Cozy Powell – drums, backing vocals (Slow an' Easy) - Jon Lord – keyboards, organs Gastmusiker - Bill Cuomo – additional keyboards (US Mix) - The Faboulsa Brothers – backing vocals (All tracks with the exception of "Slow an' Easy") - The Big 'Eads (Jimmy, Ben, Erik, Baru-Baru, Jools, Jane, Galley, Powell, Coverdale) – backing vocals (Slow an' Easy) | Produktion - Martin Birch – producer, engineering, mixing (UK Mix) - Keith Olsen – remixing (at Goodnight Los Angeles) (US Mix) - Eddie Kramer – original producer, mixing (1983 "Guilty of Love" single) - Greg Fulginiti – mastering (at Artisan Sound Recorders) Management - John Kalodner – A&R - Jools – coordinator Visualisierung - Manfred Brey – artwork, art direction - Juren Barron Reisch – photography | Reissue (2009/2012) - David Coverdale – executive producer - Michael McIntyre – producer - Libby Jones – project and A&R co-ordination (in retrospect for EMI) - Nigel Reeve – project and A&R co-ordination (in retrospect for EMI) - Hugh Gilmour – A&R, project release co-ordination, reissue design - Helen Owens – project manager - Dave Donnelly – remastering (at DNA Mastering, Los Angeles) |  |

## Rezension
Eduardo Rivadavia von AllMusic schrieb: „Following up the splendid Saints & Sinners album was no easy task, but 1984's Slide It In turned out to be an even greater triumph for David Coverdale's Whitesnake. From the boisterous machismo of "Spit It Out" and "All or Nothing" to the resigned despair of "Gambler" and "Standing in the Shadow," and the embarrassingly silly title track, everything seems to click.“ Er wertete mit 4,5 von fünf Sternen.

## Kommerzieller Erfolg

### Chartplatzierungen
Slide It In avancierte mit Rang neun zum Top-10-Erfolg im Vereinigten Königreich.
| ChartsChartplatzierungen       | Höchstplatzierung | Wochen |
| ------------------------------ | ----------------- | ------ |
| Deutschland (GfK)              | 14 (14 Wo.)       | 14     |
| Schweiz (IFPI)                 | 12 (6 Wo.)        | 6      |
| Vereinigte Staaten (Billboard) | 40 (85 Wo.)       | 85     |
| Vereinigtes Königreich (OCC)   | 9 (7 Wo.)         | 7      |

### Auszeichnungen für Musikverkäufe
| Land/Region               | Auszeichnungen für Musikverkäufe (Land/Region, Auszeichnung, Verkäufe) | Verkäufe  |
| ------------------------- | ---------------------------------------------------------------------- | --------- |
| Schweden (IFPI)           | Gold                                                                   | 50.000    |
| Vereinigte Staaten (RIAA) | 2× Platin                                                              | 2.000.000 |
| Insgesamt                 | 1× Gold · 2× Platin ·                                                  | 2.050.000 |